# Tim M. Babcock
Tim Milford Babcock (* 27. Oktober 1919 in Littlefork, Minnesota; † 7. April 2015 in Helena, Montana) war ein US-amerikanischer Politiker (Republikanische Partei). Er war zwischen 1962 und 1969 der 16. Gouverneur des Bundesstaates Montana.

## Frühe Jahre und politischer Aufstieg
Babcock besuchte bis 1939 die Dawson County High School. Anschließend ging er nach Santa Monica in Kalifornien, wo er für die Douglas-Flugwerke arbeitete. Während des Zweiten Weltkrieges kämpfte er in einer Infanterieeinheit in Europa. Nach dem Krieg trat er in die Transportfirma seines Schwiegervaters in Miles City ein. Dort war er erst LKW-Fahrer und dann auch Manager. Die Firma, die sich auf Öltransporte spezialisierte, hatte ursprünglich nur zwei Tankfahrzeuge. Schon bald hatte sich der Fuhrpark auf 50 Fahrzeuge erhöht und das Operationsgebiet der Firma erstreckte sich über vier US-Bundesstaaten.
In den Jahren 1953 bis 1954 sowie nochmals von 1957 bis 1960 war Babcock Abgeordneter im Repräsentantenhaus von Montana. 1960 wurde er zum Vizegouverneur seines Staates gewählt. Nachdem Gouverneur Donald Grant Nutter bei einem Flugzeugabsturz ums Leben gekommen war, übernahm Babcock am 25. Januar 1962 dessen Amt.

## Gouverneur von Montana
Babcock gewann knapp die Gouverneurswahlen im Jahr 1964. Als Gouverneur schlug er eine dreiprozentige Erhöhung der Mehrwertsteuer zur Finanzierung des Regierungshaushalts vor. Er war Mitglied mehrerer Gouverneursvereinigungen. In seine Amtszeit fällt der Vietnamkrieg, für den auch Montana Soldaten abstellen musste. 1968 musste sich Babcock dem demokratischen Herausforderer Forrest Anderson geschlagen geben. Er übergab am 6. Januar 1969 sein Amt.
Nach seiner Amtszeit arbeitete Babcock für den Geschäftsmann Armand Hammer und dessen Firma Occidental Petroleum. Im Jahr 1973 wurde Babcock von Präsident Richard Nixon in eine Kommission berufen, die sich mit den Ozeanen und der Atmosphäre der Erde befasste (Committee on Oceans and Atmosphere). Bald darauf wurde Babcock in einen Skandal um Spenden Hammers für Nixons Wiederwahlkampagne im Jahr 1972 verwickelt und bekannte sich 1974 schuldig, die Quelle einer Spende in Höhe von $ 54.000 an Nixon verheimlicht zu haben. Babcock wurde zu einer Geldstrafe in Höhe von $ 1.000 und vier Monaten Gefängnis verurteilt.
Insgesamt war Babcock elfmal Delegierter zu den Republican National Conventions. Von 1996 bis 2000 gehörte er dem Republican National Committee an. Er war unter anderem Mitglied einiger Veteranenvereinigungen. Mit seiner Frau Betty Lee hatte er zwei Kinder.